# Jean Goas
Pour les articles homonymes, voir Goas.
Juan Guas (prénom parfois francisé en Jean ou bretonisé en Yann) (1430/1433-1496) est l'un des grands architectes et sculpteurs religieux du XVe siècle ayant exercé en Espagne.

## Biographie
Il était fort connu sous la version espagnole de son nom quand, vers 1950, il apparut qu'il était né à Saint-Pol-de-Léon en Bretagne entre 1430 et 1433 sous le nom de Yann Goas et qu'il y avait appris son métier auprès de son père Pierre, tailleur de pierre. On suppose qu'il travailla avec lui à la construction de la cathédrale actuelle et à la réparation des dégâts qu'un raid anglais avait occasionné à la chapelle Notre-Dame du Kreisker.
En 1450, il travailla sur le chantier de la cathédrale de Tolède au moins jusqu'en 1458. De 1461 à 1463, il intervint à Avila.
À partir de 1471, il est le grand maître du chantier de la cathédrale de Tolède. En 1476, il devient le maître des chantiers royaux. Cela l'occupa pendant 20 ans.
Le Roi d'Espagne, Ferdinand II d'Aragon et son épouse, la Reine, Isabelle Ire de Castille, lui confièrent la construction à Tolède du monastère de San Juan de los Reyes, destinée à être leur tombeau. Il s'agit d'une des plus belles réussites du style gothique isabélin. On y voit sa propre statue. Il dirigea aussi la reconstruction du château de Manzanares el Real dans lequel il maria le style gothique au style mudejar. Il participa également au chantier du Palais de l'Infantado à Guadalaja.
Devenu un riche bourgeois, il épousa une Espagnole, Marina Alvarez, dont il eut plusieurs enfants. Il mourut à Tolède en 1496 et y est enterré dans l'église San Justo y Pastor.
Goas est la version française du nom breton gwazh (orthographe moderne) signifiant serviteur.